# Matriz alternante
Em álgebra linear, uma matriz alternante, é uma matriz com uma estrutura particular, na qual as colunas sucessivas têm uma função particular aplicada às suas entradas. Um determinante alternante é o determinante de uma matriz alternante. Essa matriz de tamanho m × n matriz pode ser escrita assim:
{\displaystyle M={\begin{bmatrix}f_{1}(\alpha _{1})&f_{2}(\alpha _{1})&\dots &f_{n}(\alpha _{1})\\f_{1}(\alpha _{2})&f_{2}(\alpha _{2})&\dots &f_{n}(\alpha _{2})\\f_{1}(\alpha _{3})&f_{2}(\alpha _{3})&\dots &f_{n}(\alpha _{3})\\\vdots &\vdots &\ddots &\vdots \\f_{1}(\alpha _{m})&f_{2}(\alpha _{m})&\dots &f_{n}(\alpha _{m})\\\end{bmatrix}}}
ou de forma mais sucinta
{\displaystyle M_{i,j}=f_{j}(\alpha _{i})}
para todos os índices  i e j. (Alguns autores utilizam a transposta da matriz acima)
Exemplos de matrizes alternantes incluem matrizes de Vandermonde, para as quais {\displaystyle f_{i}(\alpha )=\alpha ^{i-1}} e matrizes de Moore para as quais {\displaystyle f_{i}(\alpha )=\alpha ^{q^{i-1}}}.
Se {\displaystyle n=m} e as {\displaystyle f_{j}(x)} funções são todas polynomials, temos alguns resultados adicionais: Se {\displaystyle \alpha _{i}=\alpha _{j}} para qualquer {\displaystyle i<j} então o determinante de qualquer matriz alternante é zero (como uma fileira é então repetida), portanto  {\displaystyle (\alpha _{j}-\alpha _{i})} divide o determinante por todos {\displaystyle 1\leq i<j\leq n}. Dessa forma, se tomarmos
{\displaystyle V={\begin{bmatrix}1&\alpha _{1}&\dots &\alpha _{1}^{n-1}\\1&\alpha _{2}&\dots &\alpha _{2}^{n-1}\\1&\alpha _{3}&\dots &\alpha _{3}^{n-1}\\\vdots &\vdots &\ddots &\vdots \\1&\alpha _{n}&\dots &\alpha _{n}^{n-1}\\\end{bmatrix}}}
(Uma matriz de Vandermonde então {\displaystyle \prod _{i<j}(\alpha _{j}-\alpha _{i})=\det V} divide tais alternantes determinantes polinomiais. A razão {\displaystyle {\frac {\det M}{\det V}}} é chamada uma bialternante.
No caso em que cada função {\displaystyle f_{j}(x)=x^{m_{j}}}, isto constitui a definição clássica de polinômio de Schur
Matrizes alternantes são utilizados em teoria da codificação na construção de códigos alternante.